# Sten Rinaldo
Sten Georg Rinaldo, född 16 januari 1906 i Jönköping, död 20 november 1989 i Furusund i Norrtälje, var en svensk serietecknare, och sedermera författare och skildrare av Stockholms skärgård och konstnär.
Rinaldo var från 1940 gift med Birgitta Ileana Hallström. Han studerade vid Slöjdföreningens skola i Göteborg och under studieresor till bland annat Tyskland och Frankrike samt praktikarbete under ett års tid vid Baynard Press i London. Tillsammans med Harald Lindberg ställde han ut bilder med motiv från Roslagens skärgård i Norrtälje 1958 och han medverkade i en affischutställning på Galerie Moderne i Stockholm 1937 och med tidningsteckningar på Rålambshof och Göteborgs konsthall 1942 samt i Konstakademiens utställning Svart och vitt 1955. Som serieskapare tecknade han dagspresserier som "Ba-Ba" i Stockholms-Tidningen 1943–1953 och reklamserien "Varför är Icander så glad?", i ICA-tidningen med start 1941. Rinaldo finns representerad vid Nationalmuseum i Stockholm.